# Otto Gintl
Otto Gintl (11. září 1838 Praha – 14. ledna 1921 Královské Vinohrady) byl rakouský a český politik, v 70. letech 19. století poslanec Českého zemského sněmu.

## Biografie
Profesí byl advokátem, botanikem a politikem.
V 70. letech 19. století se zapojil i do zemské politiky. V zemských volbách v roce 1878 byl zvolen na Český zemský sněm za městskou kurii venkovských obcí (obvod Hořovice – Beroun – Rokycany – Radnice). Patřil k staročeské straně (Národní strana). Na poslanecké křeslo rezignoval roku 1880.
Byl prvním čestným členem Československé botanické společnosti. Zemřel v lednu 1921. Pohřben byl na Olšanských hřbitovech.